# Chuẩn mực tình dục
Một chuẩn mực tình dục hay tình dục thông thường/ bình thường có thể đề cập đến một tiêu chuẩn cá nhân hoặc xã hội. Hầu hết các nền văn hóa có chuẩn mực xã hội về tình dục, và xác định bình thường tình dục như bao gồm các hành vi quan hệ tình dục nhất định giữa các cá nhân đáp ứng cụ thể tiêu chí tuổi, quan hệ bà con (ví dụ loạn luân), chủng tộc/ dân tộc (ví dụ như gây giống lai), và/hoặc vai trò xã hội và tình trạng kinh tế xã hội.
Trong hầu hết các xã hội, thuật ngữ 'bình thường' xác định một phạm vi hoặc phổ các hành vi. Thay vì mỗi hành động được phân loại đơn giản là "chấp nhận được" hoặc "không thể chấp nhận", nhiều hành vi được xem là "ít nhiều được chấp nhận" bởi những người khác nhau và ý kiến về mức độ bình thường hoặc chấp nhận của họ phụ thuộc rất nhiều vào ý kiến cá nhân cũng như chính nền văn hóa Dựa trên những thông tin thu được từ nghiên cứu tình dục học, cuộc sống tình dục một lớn nhiều người thường rất thường xuyên hoàn toàn khác với tín ngưỡng dân gian về bình thường, một cách riêng tư.
Nếu các chuẩn mực tình dục không hạn chế được xem xét tích cực, chúng có thể được gọi là "tự do tình dục", " giải phóng tình dục" hoặc "tình yêu tự do". Nếu chúng được coi là tiêu cực, chúng có thể được gọi là "giấy phép tình dục" hoặc "sự cam chịu". Các chuẩn mực xã hội hạn chế, nếu bị đánh giá tiêu cực, được gọi là áp bức tình dục. Nếu các chỉ tiêu hạn chế được đánh giá tích cực, họ có thể được coi là khuyến khích sự khiết tịnh (chastity), "tình dục tự kiềm chế" hoặc "tự kiềm chế tình dục", và các điều khoản tiêu cực được sử dụng cho các mục tiêu tình dục, ví dụ như lạm dụng tình dục và sự xuyên tạc.